# Harold Ramkoemar
Harold Ramkoemar (8 juli 1951) is een Surinaams zanger. Hij zingt in de muziekstijlen chutney en baithak gana en treedt op in Suriname en Nederland.

## Biografie
Harold Ramkoemar volgde als kleine jongen het orkest dat door buren was opgericht. In de eerste helft van de jaren 1960 werd hijzelf op twaalfjarige leeftijd actief in de muziek. Sinds zijn twintigste schrijf hij ook zelf muziek. Als hij muziek covert, dan schrijft hij de tekst ervan vaak zelf.
Hij zingt in de muziekstijlen chutney en baithak gana en treedt ook op speciale gelegenheden op, zoals tijdens het Indo Chutney Baithak Ghana Festival in 2012 en de Baithak Gana Sensation in 2013. Ook was hij voor optredens in Nederland.
Van zijn beste nummers verscheen in 1986 de verzamelelpee  The talk of the town – Number one hit tunes of Harold Ramkoemar. In 2013 verscheen zijn cd Hum hai banares babu, waarop hij oude filmliederen heeft herschreven naar zijn eigen stijl. In 2019 schonk hij honderd exemplaren van zijn nieuwste cd aan Shri Sanatan Dharm Paramaribo (SSDP), en daarmee de opbrengst van de verkoop ervan.
Daarnaast is hij voorzitter geweest van de formaties Sudhaar Sangeet Samaaj, Vikash Group en The Indian Stars.
Ramkoemar werd twee keer door de regering onderscheiden met een Eremedaille Goud: op 17 november 2015 in de Ere-Orde van de Palm en op 5 juni 2021 in de Ere-Orde van de Gele Ster. Door de organisaties Viren Promotion en GPS Hindi Pop Radio werd hem een certificaat uitgereikt voor zijn superieure prestaties in de muziek.